# Ángel Luis Arambilet Álvarez
Ángel Luis Arambilet Álvarez (nacido el 16 de septiembre de 1957 en Santo Domingo, República Dominicana) es un escritor y guionista, artista multimedia, productor y director cinematográfico.

## Biografía
Arambilet forma parte de la Historia de la Gráfica Computarizada y las Artes Digitales del Siglo XX (XX Century History of Computer Graphics and Digital Art ) organizada por ACM SIGGRAPH y compilada por Anna Ursyn desde el Departamento de Artes Visuales de la Universidad de Colorado en Boulder. Es considerado un pionero del Arte digital por la utilización de las técnicas de Arte ASCII, así como por su trabajo con técnicas de mapa de bits en escala de grises y el uso de líneas de vector o gráfico vectorial para la creación de sus piezas de arte, ilustraciones, cómics y humor gráfico. En Iberoamérica está considerado como el creador del primer cuento (Artes y Letras, 1978) escrito con la técnica de Arte ASCII, así como también los primeros grafopoemas (combinación de gráficas y texto - Arte y Cibernética, 1978) utilizando la misma técnica, la cual tuvo como elementos integrales tarjetas perforadas de computador, un proceso de compilación COBOL (IBM 370-115) e impresoras de martillo de alta velocidad.
Ha sido fundador y Presidente del Consejo de Directores de EGEDA Dominicana  (2012-2016), Presidente de la Asociación de Escritores y Guionistas de la República Dominicana (AEGRD)  , Presidente de la Academia de las Artes y ciencias Cinematográficas de la República Dominicana (ACCINERD) , Presidente de la Fedaración Iberoamericana de Academias de Cine (FIACINE) y Presidente de la Comisión Dominicana de Selección Fílmica (DGCINE/CDSF) ante las academias Academy of Motion Picture Arts and Sciences de Estados Unidos y la Academia de las Artes y las Ciencias Cinematográficas de España (2012-2016). Desde ese mismo año, ha sido Secretario y Vicepresidente (2014-2016) de la Junta de Directores de la Asociación Dominicana de Profesionales de Cine (ADOCINE  Archivado el 10 de marzo de 2015 en Wayback Machine.. Asimismo, ha sido Vicepresidente y Tesorero de la Federación Iberoamericana de Productores Cinematográficos y Audiovisuales (FIPCA  )(2014-2019) y es miembro fundador de los Premios Platino al Cine Iberoamericano . Miembro asociado de pleno derecho de la Asociación Profesional de Guionistas de Euskal Herria (Euskal Herriko Gidoigileen Elkarte Profesionala) ), así como Miembro del Grupo Mester de Narradores y Miembro Correspondiente de la Academia Dominicana de la Lengua . 
Ha sido galardonado por el Ministerio de Cultura de la República Dominicana con el Premio Nacional de Cuento (Los pétalos de la cayena, 1994) y Premio Nacional de Novela (El secreto de Neguri, 2006). En 2020 su obra ha sido traducida al Bielorruso Idioma bielorruso por el Ministerio de Información y la Unión de Escritores de ese país eslavo .

## Obras Literarias
- Los pétalos de la cayena. (Premio Nacional de Cuentos) República Dominicana: AH, 1993. ISBN 84-89546-02-9
- Zona secreta. Santo Domingo, República Dominicana: AH, 1994. ISBN 84-89546-00-2
- Homo sapiens. Santo Domingo, República Dominicana: AH, 1994. ISBN 84-89546-01-0
- Quinteto. Santo Domingo, República Dominicana: AH, 1996. ISBN 84-89546-03-7
- Insectos. Santo Domingo, República Dominicana: AH, 1997. ISBN 84-89546-05-3
- El libro de las pasiones. Santo Domingo, República Dominicana: AH, 2000. ISBN 99934-0-154-4
- El secreto de Neguri. (Premio Nacional de Novela) Santo Domingo, República Dominicana: Alfaguara, 2005. ISBN 99934-0-154-4
- Guarocuya. Tarragona, España: CS, 2009. ISBN 145053192X
- Historias Breves (1988-1998). Tarragona, España: CS, 2009. ISBN 1449527698
- El libro de las pasiones (II). Tarragona, España: CS, 2010. ISBN 99934-0-154-4
- Orifiel. Tarragona, España: CS, 2010. ISBN 1450533930
- Arte Digital (1949-1999). Tarragona, España: CS, 2011. ISBN 1463612575
- Chernobyl 25 (Ensayo y poética a partir de las fotografías de Pedro Farías Nardi). Tarragona, España: CS, 2011. ISBN 1450533930
- Consuelo (Marie Linda) (Novela biográfica). Santo Domingo, República Dominicana: CS, 2017. ISBN 978-1542596541

## Guiones cinematográficos y audiovisuales
- El misterio del manatí de oro . Santo Domingo, República Dominicana: 2006. Safe Creative: 1010117549995
- Guarocuya . Santo Domingo, República Dominicana: 2006. Safe Creative: 0907174135227
- El lejano contrapeso de los astros. Santo Domingo, República Dominicana: 2007. Safe Creative: 010117550021
- Amín Abel . Santo Domingo, República Dominicana: 2014. ONDA 4597-10, Safe Creative:1402040027099
- 1916 . Santo Domingo, República Dominicana: 2014. Safe Creative: 1403130354040
- El acordeón de Ñico Mota. Santo Domingo, República Dominicana: 2014. Safe Creative: 1402040027037
- Fons (La Chepa). Santo Domingo, República Dominicana: 2014. Safe Creative: 1402040027020
- Doble Sentido. Santo Domingo, República Dominicana: 2014. ONDA: 4903-11
- Código Paz . Santo Domingo, República Dominicana: 2014. ONDA: ND
- El prestamista. Santo Domingo, República Dominicana: 2014. ONDA: ND
- Bachata gringa. Santo Domingo, Dominican Republic: 2015.  Safe Creative: 1509295258879
- DOC-108. Santo Domingo, Dominican Republic: 2015. ONDA: 6469-12
- The thousand year legacy. Santo Domingo, Dominican Republic: 2015. Treatment for Lantica Pictures.
- Rulin. Santo Domingo, Dominican Republic: 2017. Safe Creative: 1711064751850
- Consuelo (Marie Linda). Santo Domingo, Dominican Republic: 2018. ONDA: 11694-20
- EXILIO (Serie). Santo Domingo, Dominican Republic: 2020.

## Exhibiciones de Arte
- Arambilet: Diez años y cinco series (1989-1999) . Casa Guayasamín, Santo Domingo, República Dominicana:1999.
- XIX Bienal de Artes Visuales ELJ . Centro León, Bienal Eduardo León Jimenes, Santiago, República Dominicana: 2002.
- Homo sapiens: Personajes para colgar . Galería DPI, Santo Domingo, República Dominicana: 2002.
- XXII Bienal Nacional de Artes Visuales . Museo de Arte Moderno, Santo Domingo, República Dominicana: 2003.
- XX Bienal de Artes Visuales ELJ . Centro León, Bienal Eduardo León Jimenes, Santiago, República Dominicana: 2004.
- Colectiva de artistas, Palacio Consistorial. Santo Domingo, República Dominicana: 2004.
- XXIII Bienal Nacional de Artes Visuales . Museo de Arte Moderno, Santo Domingo, Santo Domingo, República Dominicana: 2005.
- Colectiva itinerante: Artes/Miniaturas en portada. Viota Gallery, San Juan, Puerto Rico: 2006.
- XXI Bienal de Artes Visuales ELJ . Centro León, Bienal Eduardo León Jimenes, Santiago, República Dominicana: 2006.
- Colectiva: Saatchi Online . Saatchi Gallery, London, UK: 2009.
- Colectiva DART-09: XIII Conferencia Internacional sobre Visualización de la Información IV09. 2D Exhibiting artist with "Dots on the i's" ; Universidad Pompeu Fabra, Barcelona, España: 2009.
- Colectiva CGIV09: VI Conferencia Internacional de Gráfica Computarizada, Imágenes y Visualización  Tianjin, China: 2009.
- Ebre Terra de Vent Colectiva de artistas. Palau Oliver de Boteller, Tortosa, España: 2010.
- Colectiva fotográfica, Leica Oskar Barnack Award. Between real and surreal: The abstraction. Wetzlar, Germany: 2011.
- Colectiva Fotográfica, Brangulí was here: How about you? - Centre de Cultura Contemporánea de Barcelona (CCCB): 2011.
- XXVI Bienal Nacional de Artes Visuales . Museo de Arte Moderno, Santo Domingo, República Dominicana: 2011.

## Filmografía
| Año       | Título                                 | Rol                                      | Notas |
| --------- | -------------------------------------- | ---------------------------------------- | --- |
| 2002      | Miriam Calzada: Montecristi            | Director, Productor y Guionista          | Documental I de Serie: "Arte y artistas" |
| 2003      | Marcos Lora Read: Kid Kapicua          | Director, Productor y Guionista          | Documental II de Serie: "Arte y artistas" |
| 2005      | El secreto de Neguri                   | Director, Productor, Editor y Guionista  | Documental con inserción de dos cortometrajes. |
| 2006      | Vals                                   | Director, Productor y Editor             | Selección Oficial Rainier International Film Festival (RIFF) 2007 |
| 2006      | Sepiazul                               | Director, Productor, Editor              | Premiere en XVI Spanish and Latin American International Film Festival. Cervantes Institute of Manchester & Leeds, Cornerhouse, Manchester, UK. |
| 2006      | La suerte/Luck                         | Director, Productor, Guionista y Editor  | Selección oficial y nominado como mejor film extranjero en San Fernando Valley International Film Festival (VIFFI) 2007. |
| 2007      | A imagen y semejanza                   | Director, Productor, Guionista y Editor  | Selección Oficial XXII Bienal de Artes Visuales ELJ; Santiago, R.D. Mención de honor del Jurado. |
| 2007      | Efecto Kuleshov Caribe                 | Director, Productor, Guionista y Editor  | Selección Oficial XXII Bienal de Artes Visuales ELJ; Santiago, R.D. Mención de honor del Jurado. |
| 2010      | Espécimen 1111                         | Director, Productor, Guionista y Editor  | Premiere en XVI Spanish and Latin American International Film Festival. Cervantes Institute of Manchester & Leeds, Cornerhouse, Manchester, UK. Online Digital Gallery D-ART 2011 for the International Conference Information Visualization iV 2011 (London), and the International Conference “Computer Graphics, Imaging and Visualization” CGIV 2011 (Singapur). |
| 2011      | Diáspora Caleidoscópica                | Director, Productor, Guionista y Editor  | Selección Oficial XVI Bienal de Artes Visuales, Museo de Arte Moderno, Santo Domingo, República Dominicana |
| 2011      | Sureya: Madre de todos                 | Director y Editor                        | Documental sobre una activista social dominicana Catalunya, España |
| 2013      | Memorias de un aragonés                | Director, Productor y Editor             | Selección Oficial Premios Platino del Cine Iberoamericano. Nominada a Mejor documental por República Dominicana/España. |
| 2013      | Culture Shock: It’s a rocking new life | Productor de Contenido                   | Reality Show para TV: Piloto. |
| 2013      | Sombras                                | Director, Productor, Guionista y Editor  | Selección Oficial: Llatinoamerica ProjecCat, Barcelona, España |
| 2014      | Código Paz                             | Guionista, Supervisor de Post-Producción | Selección Oficial: Premios ADOCINE "La Silla", Mejor Guion. Selección Oficial y nominación como Mejor Película Latinoaméricana en los Premios Cinematográficos José María Forqué, Madrid, España. Selección de República Dominicana a los Premios Goya, Madrid, España. Selección como Mejor Película y Mejor Guion a los II Premios Platino al Cine Iberoamericano. |
| 2016      | Dr. Nasha                              | Director, Productor, Guionista y Editor  | Documental sobre el talentoso artista catalán Iván Simón y su lucha contra la Enfermedad de Crohn |
| 2018-2019 | Lo que siento por ti                   | Productor / Relaciones Internacionales   | Selección Oficial: FIC Monterrey, Trinidad & Tobago FF, Cine las Américas, Premios Platino 2019, Festival Internacional de Cine por los Derechos Humanos, Heartland International Film Festival, Caribbean Cinema Lens, Fimucinema, Muestra Internacional de Cine de Madrid, Festival de Cine de Bogotá, International Puerto Rico Heritage Film Festival. Premios: Dominican Film Festival NY, ADOCINE Awards, Iris Dominicana Movie Awards, Oklahoma Latino FF Awards, Philadelphia Latino FF LOLA HM Award, Chicago Latino FF Audience Award, Best Original Song. |
| 2019      | La Isla rota                           | Productor / Relaciones Internacionales   | Selección Oficial: Tallinn Black Nights Film Festival PÖFF, Latino and Iberian Film Festival at Yale LIFFY, Trinidad & Tobago FF, Chicago Latino FF, Dominican Film Festival NY, Caribbean Cinema Lens, Fimucinema, Muestra Internacional de Cine de Madrid, . Premios: ADOCINE Awards, Iris Dominicana Movie Awards, Dominican Film Festival NY. |
| 2019-2020 | Carta Blanca                           | Productor / Relaciones Internacionales   | |